# Les Aventures de Tintin, d'après Hergé
Les Aventures de Tintin, d'après Hergé és la primera adaptació en sèrie d'animació de la col·lecció Les aventures de Tintín, d'Hergé. Produïda per Belvision Studios, es va estrenar el 1957. Es van adaptar dos àlbums en blanc i negre, i vuit en color, cadascun dels quals dividit en episodis de cinc minuts. Es van elaborar 103 episodis, 12 en blanc i negre i 91 en color. TV3 va emetre 89 episodis de la sèrie a partir de l'abril del 1985, dins del programa infantil Fes Flash.
La majoria de les històries difereixen àmpliament dels àlbums originals; algunes trames són completament diferents.

## Història
El 1957, els estudis Belvision van fer una primera adaptació de l'obra d'Hergé. En coproducció amb la Radiodiffusion-télévision française (RTF), es van preparar dos treballs en 16 mm i en blanc i negre, a partir dels àlbums El ceptre d'Ottokar i L'orella escapçada. Hergé no es va voler implicar personalment en el projecte i va delegar la supervisió a Bob de Moor. Els Estudis Hergé van prohibir a l'equip de realització de la sèrie que es retoquessin les il·lustracions que havien elaborat. En conseqüència, el resultat final va decebre l'RTF, que no va renovar l'associació.
El ceptre d'Ottokar va formar una temporada de vuit episodis de 13 minuts, i L'orella escapçada, un episodi menys. Es van emetre a la televisió francesa l'hivern del 1957 i l'estiu del 1959.

## Emissions i distribució
La sèrie es va emetre a partir del 1962 a les televisisons estatunidenques (ABC, CBS, NBC), canadenques (Télé-Québec) i britàniques (BBC). També va arribar a Austràlia, l'Iran, Suècia i Portugal. A TV3 es va estrenar l'abril del 1985.

## Doblatge

### Francès
- Georges Poujouly – Tintín
- Jean Clarieux – Capità Haddock
- Robert Vattier – Professor Tornassol
- Hubert Deschamps – Dupond i Dupont

## Episodis
Temporada 1: L'étoile mystérieuse (11 episodis)
1. L'observatoire
2. Une étoile dans la nuit
3. La fin du monde
4. Alerte à bord
5. L'appareillage
6. Torpille à bord
7. Sabotage
8. La météorite
9. Exploration
10. Un monstre inquiétant
11. L'île engloutie

Temporada 2: Objectif Lune (22 episodis)
1. Espionnage
2. Pirates de l'espace
3. Le grand départ
4. Attention... Météore !
5. À la dérive
6. Un homme en orbite
7. Alunissage
8. On a marché sur la Lune
9. Mystère sur la Lune
10. Égarés
11. Sabotage
12. Mal de lune
13. Pris au piège
14. Opération sauvetage
15. Ensevelis
16. Explosion
17. Prisonniers
18. Destination Terre
19. Coup de théâtre
20. Plus de contrôle
21. Chute libre
22. Atterrissage brutal

Temporada 3: Le secret de la Licorne (10 episodis)
1. Une maquette mystérieuse
2. L'attaque des pirates
3. Rackham le Rouge
4. Enlèvement
5. Pris au piège
6. Embuscade
7. Bataille dans le château
8. Démasqué
9. Arrestation
10. Victoire

Temporada 4: Le trésor de Rackham le Rouge (17 episodis)
1. La carte du trésor
2. Le requin d'acier
3. Évasion
4. Passager clandestin
5. L'île au trésor
6. Le totem
7. Coupeurs de têtes
8. Coups de feu
9. Requins en action
10. Découverte de la Licorne
11. Duel dans les profondeurs
12. Le monstre des profondeurs
13. La croix de l'aigle
14. Prisonniers
15. L'île engloutie
16. L'énigme de Rackham le Rouge
17. Le coffre au trésor

Temporada 5: L'île noire (12 episodis)
1. Atterrissage forcé
2. Erreur judiciaire
3. Évasion
4. Intrigue
5. L'énigme
6. Captifs
7. Le mystérieux docteur Müller
8. Terrain clandestin
9. Le fantôme de l'île noire
10. Combat dans la nuit
11. La bête
12. La bataille de l'île noire

Temporada 6: Le crabe aux pinces d'or (17 episodis)
1. Soupçons
2. Mystère en mer
3. Mutinerie à bord
4. Évasion
5. Perdus en mer
6. Attaque aérienne
7. Accident
8. La soif
9. Pirate du désert
10. Prisonniers
11. Tempête de sable
12. Péril
13. Sur les traces du Karaboudjan
14. Enlèvement
15. Le mystère du souterrain
16. Dynamite
17. Fête à bord

Temporada 7: L'affaire Tournesol (13 episodis)
1. L'éclair maléfique
2. Rayon "S"
3. Dans l'enfer
4. Rapt à l'ambassade
5. Le plongeur de la mort
6. Traqués
7. Panique à l'opéra
8. Course contre le feu
9. L'impasse
10. Branle-bas à la forteresse
11. Le feu aux poudres
12. L'évasion
13. Vers la liberté